# Vojeslav Molè
Wojsław (Vojeslav) Herman Maksymilian Molè, ps. Spitignev (ur. 16 grudnia 1886 w Kanalu ob Soči, zm. 5 grudnia 1973 w Eugene) – słoweński profesor, historyk sztuki, poeta i krytyk literacki. Jego zainteresowania naukowe koncentrowały się przede wszystkim na sztuce starożytnej, starochrześcijańskiej i bizantyńskiej, jak również na teorii i krytyce artystycznej. Zainicjował badania nad sztuką pobizantyńską w Polsce.

## Życiorys
Urodził się w osadzie rybackiej Kanal ob Soči, w Gorycji, w rodzinie Michała, niższego urzędnika austriackiego, i Marii Kopše. Szkołę podstawową ukończył w Sežanie, gimnazjum w Trieście, maturę uzyskał w 1906 w Novo mesto. Studiował slawistykę, historię sztuki, romanistykę oraz prawo w Wiedniu, Krakowie i Rzymie. Na Uniwersytecie Wiedeńskim uczestniczył w zajęciach Maxa Dvořáka, Josepha Strzygowskiego i Juliusa von Schlossera. W 1912 roku uzyskał tytuł doktora na podstawie dysertacji Eine illustrierte Handschrift aus dem Jahre 1649 mit der Topographie des Kosmas Indikopleustes und dem Hexameron des bulgarischen Exarchen Johannes. Ein Beitrag zur spätbyzantinischen Kunstgeschichte napisanej pod kierunkiem J. Strzygowskiego. Po roku spędzonym na stypendium habilitacyjnym w Rzymie otrzymał pracę w Urzędzie Konserwatorskim w Splicie. Jednocześnie publikował wiersze oraz przekłady, m.in. Baudelaire’a, Verlaine’a, Andersena, Ibsena, a także Mickiewicza, Słowackiego, Krasińskiego, Wyspiańskiego i Fredry.
Pod koniec I wojny znalazł się w Tomsku, gdzie napisał habilitację o graficznych zbiorach rodziny Stroganowych (1919) przyjętą na miejscowym uniwersytecie.
W latach 1920–1924 Molè wykładał historię sztuki starożytnej i bizantyńskiej na Uniwersytecie w Lublanie. Od 1925 do 1960 roku (z przerwą w czasie II wojny) był profesorem historii sztuki na Uniwersytecie Jagiellońskim w Krakowie, początkowo w ramach Studium Słowiańskiego na Wydziale Filologicznym, a od roku 1950 w ramach Zakładu, a następnie Instytutu Historii Sztuki, którego był dyrektorem w latach 1956–1960. Członek PAU, PAN, Słoweńskiej Akademii Nauk oraz m.in. Instytutu Archeologicznego im. P.N. Kondakowa w Pradze. Brał czynny udział w kongresach bizantynologicznych w Belgradzie (1929) i w Sofii (1934).
Od 11 kwietnia 1917 był mężem Elli Brummer (1889–1975), która była tłumaczką literatury słoweńskiej na język polski. Mieli dwoje dzieci: Mariana (1924–1963), doktora filologii UJ, iranistę, oraz Jadwigę po mężu Bajer (ur. 1928), doktora biologii UJ.
W 1966 przeniósł się na stałe do Eugen w Oregonie (USA), gdzie zmarł i został pochowany na cmentarzu katolickim.

## Uczniowie
Uczniami Molè byli m.in. Celina Filipowicz-Osieczkowska, Stefan Gierowski, Anna Maria Mars, Kazimierz Molendziński, Anna Różycka-Bryzek, Jerzy Szablowski, Zdzisław Żygulski jun., Klementyna Żurowska. 

## Zainteresowania naukowe
W roku 1931 opublikował syntezę Historia sztuki starochrześcijańskiej i wczesnobizantyńskiej. Wstęp do historii sztuki bizantyńskiej u Słowian. Jego podręcznik historii sztuki starochrześcijańskiej i wczesnobizantyjskiej stanowi doskonałe wprowadzenie w procesy przemian, przez jakie przechodziły wraz z ugruntowaniem się nowej wiary i nowego światopoglądu, wymagania stawiane sztuce i stosunek do niej. W. Mole jest również autorem obszernej, podstawowej monografii, w której czytelnik znajdzie szeroko zakreślony obraz kultury artystycznej Słowian bałkańskich z uwzględnieniem wpływów włoskich, greckich i orientalnych, jakie oddziaływały na jej kształtowanie. Praca dzieli się na trzy części: na sztukę Słowian wschodniobałkańskich, osiadłych na terenie Bułgarii, Macedonii, Serbii; sztukę Słowian południowo-zachodnich, tj. teren Dalmacji, Bośni, Chorwacji, oraz sztukę XIX w. Słowian południowych. W zakończeniu autor przedstawia udział, jaki przypadł Słowianom bałkańskim w tworzeniu się sztuki europejskiej. Autor więcej uwagi poświęcił rzeźbie i architekturze niż malarstwu, uwypuklił też wszędzie rolę jaką odegrały tradycje lokalne w przeciwieństwie do elementów przejętych z zewnątrz. Ważne są także dwie późniejsze książki: Sztuka rosyjska do roku 1914 (1955; słoweńskie tłumaczenie w 1957) i przede wszystkim Sztuka Słowian południowych (1962; słoweńskie tłumaczenie w 1965). Ostatnie dzieło, dzisiaj już nieaktualne, było przez wiele lat jedynym zarysem sztuki tej części Bałkanów. Niepoślednią rolę w naukowej i pedagogicznej działalności Molè odgrywała bizantyńska i postbizantyńską sztuka w Polsce. Inicjował projekty badawcze oraz próbował wprowadzać polskie dzieła sztuki w międzynarodowy obieg naukowy. Molè jest nie tylko – obok swoich współczesnych: Franca Stelè (1886–1972) i Izidora Cankara (1886–1958) – współtwórcą słoweńskiej historii sztuki, ale także twórcą historii sztuki bizantyńskiej w Polsce. Bogata jest jego twórczość translatorska - przełożył na język słoweński: Kochanowskiego, Słowackiego, Mickiewicza, Krasińskiego, Konopnicką, Fredrę, Perzyńskiego i pisarzy modernistycznych.

## Publikacje
- Podstawy sztuki bizantyńskiej, „Przegląd Współczesny” 4 (1925), z. 44, s. 345–358.
- Umetnost situle iz vača = L'art de la situle de vač, Beograd 1925.
- Drugi Międzynarodowy Kongres Studiów Bizantynologicznych, „Przegląd Współczesny” 6 (1927), z. 63, s. 134–137.
- Geneza stylu monumentalnego w malarstwie bizantyńskim, „Sprawozdania PAU” 32 (1927), z. 8, s. 9–10.
- Ein Problem der byzantinischen Kunstgeschichte in Polen, „Byzantinische Zeitschrift” 30 (1929–1930), s. 529–530.
- (przedmowa) Ivan Cankar, Nowele, z przedm. Vojeslava Mole, przeł. Ela Mole, Warszawa: Dom Książki Polskiej 1931.
- Historia sztuki starochrześcijańskiej i wczesnobizantyńskiej. Wstęp do historii sztuki bizantyńskiej u Słowian, Lwów 1931.
- Kilka uwag o malowidłach ściennych w Wiślicy, „Ochrona Zabytków Sztuki” (1930–1931), z.1–4, s. 98–101.
- Wczesnośredniowieczna sztuka prowincjonalna na Bałkanach, „Sprawozdania PAU” 36 (1931), z. 9, s. 25–26.
- Gibt es ein Problem der Renaissance in der Kunstgeschichte der slavisch-byzantinischen Lander?, „Izwestija na Balgarski Archeologiczeski Institut” 10 (1936), s. 28–36.
- Sztuka a społeczeństwo : uwagi historyka sztuki, Warszawa: Wydawnictwo Instytutu Propagandy Sztuki 1937.
- Z zagadnień iluminatorstwa bizantyńskiego i ormiańskiego (Na marginesie prac p. Sirarpie Der Nersessian, „Dawna Sztuka” 2 (1939), z. 2, s. 85–110.
- Sztuka starochrześcijańska, Warszawa: Spółdzielnia Wydawniczo-Oświatowa „Czytelnik” 1948.
- Wielka sztuka małych mistrzów, Warszawa 1949.
- Chrestomatia słowiańska, Cz.1: Teksty południowo-słowiańskie (ze słowniczkami), pod red. Tadeusza Lehra-Spławińskiego, oprac. Vilim Francić, Wojsław Molè, Franciszek Sławski, Kraków: Studium Słowiańskie Uniwersytetu Jagiellońskiego 1949.
- Stanowisko Bałkanów w dziejach sztuki, „Sprawozdania PAU” 50 (1949), z. 5, s. 209–212.
- Wielka sztuka małych mistrzów, Warszawa 1949.
- Starożytność grecko-rzymska w drugiej połowie I tysiąclecia n.e. na Półwyspie Bałkańskim, „Sprawozdania PAU” 52 (1951), z. 10, s. 848–851.
- Problem renesansu na Półwyspie Bałkańskim i w Europie Wschodniej, „Biuletyn Historii Sztuki” 14 (1952), z. 4, s. 133–151.
- L'antiquite greco-romaine des Balkans dans la 2 moitte du premier millenaire, „Byzantinoslavica” 13 (1952−1953), z. 2, s. 271–281.
- „Bizantinoslavica”, „Pamiętnik Słowiański” 4 (1954), s. 392–400.
- W pięćsetną rocznicę upadku Konstantynopola w r. 1453, „Pamiętnik Słowiański” 4 (1954), s. 361–385.
- Sztuka rosyjska do roku 1914, Wrocław-Kraków: Zakł. Nar. im. Ossolińskich 1955.
- Naukowy dorobek historii sztuki w okresie X-lecia Polski Ludowej w dziedzinie historii sztuki powszechnej, Warszawa: Państ. Inst. Sztuki 1955.
- Podstawy i tendencje romantyzmu w sztukach plastycznych, Warszawa: Polska Akademia Nauk. Sekcja Historii Sztuki 1955.
- Ikona ruska, Warszawa 1956.
- Tycjan, Warszawa: Arkady 1958.
- (wstęp) Ivan Cankar, Kasztan osobliwego gatunku. Wybór utworów, ze słoweń. przeł. Ela Molè, wybór przygot. Bronisław Cirlić, wstęp Vojeslav Molè, Warszawa: „Czytelnik” 1959.
- Słowiańszczyzna Południowa a Bizancjum i Zachód w świetle historii sztuki, „Sprawozdania Prac Naukowych Wydziału Nauk społecznych PAN” 2 (1959), z. 3–4, s. 79–84.
- Prolegomena do estetyki najwcześniejszego średniowiecza, Warszawa 1961.
- Sztuka Słowian południowych, Wrocław-Warszawa-Kraków: Ossolineum 1962
- Sztuka bizantyńsko-ruska [w:] Historia sztuki polskiej, Kraków 1962, t. 1, s. 149–165.
- Iz knjige spominov, Ljubljana: Slovenska matica 1970.
- Z księgi wspomnień (fragment), przeł. Bożena Ostromęcka-Frączak, „Literatura na świecie” (1988), nr 12 (209), s. 317–320.
- Dawno, w zamieciach syberyjskiej zimy..., przeł. Bożena Ostromęcka-Frączak i Tone Pretnar, „Literatura na świecie” (1988), nr 12 (209), s. 321–322.

## Ordery i odznaczenia
- Krzyż Oficerski Orderu Odrodzenia Polski (1924)[1]
- Krzyż Kawalerski Orderu Odrodzenia Polski (22 lipca 1953)[3]
- Medal 10-lecia Polski Ludowej (15 stycznia 1955)[4]
- Krzyż Komandorski Orderu Zasługi Cywilnej (Bułgaria, 1934)[1]